# Zeemanshoop (schip, 2000)
De Zeemanshoop (2000) is een Nederlandse motorreddingboot uit de Arie Visser-klasse gestationeerd in de haven van Breskens in Zeeuwsch-Vlaanderen.  Het schip is in 2000 in gebruik genomen door de Koninklijke Nederlandse Redding Maatschappij (KNRM).  Het is een rubberboot met een romp van aluminium.
Er was al vanaf 1925 een reddingboot Zeemanshoop, deze heeft als zodanig dienstgedaan tot 1976 en ligt sinds 2005 in Ballum op Ameland, alwaar sinds 2007 de museumhaven Zeemanshoop is gevestigd.  Met dit schip zijn op 13 en 14 mei 1940, terwijl de Duitsers Nederland aan het veroveren waren, een aantal mensen (Engelandvaarders) naar Engeland ontkomen.  Onder hen was Wim Belinfante, die bij zijn overlijden in 1997 geld had nagelaten voor een nieuwe reddingboot, dat werd de tweede Zeemanshoop, gedoopt door Wims zuster Dora.